# Katharina Kanthack
Katharina Kanthack (* 7. November 1901 in Berlin als Katharina Heufelder; † 26. Februar 1986 in Marburg) war eine deutsche Philosophin und Schriftstellerin.

## Leben
Katharina Kanthack (geborene Heufelder) war die Tochter eines Berliner Bankiers. Sie studierte ab 1921 an der Friedrich-Wilhelms-Universität Berlin Germanistik und Kunstgeschichte und später auch Philosophie und Anglistik. 1928 promovierte sie bei Max Dessoir mit der Arbeit Der architektonische Raum.
Katharina Kanthack habilitierte sich über das Thema Die psychische Kausalität und ihre Bedeutung für das Leibnizsche System. Nach der nationalsozialistischen Machtergreifung wurde das Habilitationsverfahren im Jahr 1933 ausgesetzt.
Sie heiratete und bekam zwei Söhne.
Über das Porträt, also die Darstellung der Persönlichkeit, erschloss sie das Werk von Gottfried Wilhelm Leibniz, Max Scheler, Martin Heidegger und Nicolai Hartmann und entwickelte in kritischer Auseinandersetzung mit deren Philosophie ihr eigenes Werk. Sie gilt allgemein als Schülerin Heideggers, da sie in ihren Marburger Vorlesungen immer wieder auf ihn referenzierte.
Ihre Habilitationsschrift erschien 1939. Erst 1950 wurde Katharina Kanthack im Wege eines Nachhabilitationsverfahrens an der Freien Universität Berlin habilitiert. Sie war die erste Frau, die sich an der Freien Universität Berlin habilitierte und erhielt eine apl. Prof. für reine Philosophie. Nach der Emeritierung 1967 hielt sie von 1976 bis 1984 Vorlesungen an der Philipps-Universität in Marburg.

## Arbeiten zur Literaturästhetik
In ihrem Artikel Zum Wesen des Romans führt Kanthack aus, dass der Unterhaltungsroman ein Kulturgut von hoher Bedeutung sei und die Möglichkeit bietet, Menschen geistig zu lenken und zu beeinflussen. Sie unternimmt eine Abgrenzung zwischen dem Unterhaltungsroman und dem echten Kunstwerk. Dabei sucht sie nach den Kriterien des eigentlichen Kunstwerks auf dem Gebiet der Prosaepik. Die Darstellung der drei Momente Genesis, Individualisierung und Entfaltung würden weder in der Lyrik noch in der Dramatik erfüllt. Dies sei nur in der Epik möglich. Die Epik erscheint in der Ausdrucksform der Prosa. Daraus entsteht der Roman und die Novelle. Große Werke der Romankunst stellten wertvolle Induktionsinstanzen für die Erklärungsversuche der Psychologie dar. Sie unterscheidet dabei die introspektive, transpektive und die behavioristische Darstellungsweise.
Im Aufsatz Idee und Form im Werke Knut Hamsuns setzt sie sich mit den zweipolaren Gegebenheiten auseinander, die sie in der Phantasie des Schaffenden und der Phantasie des Lesenden sieht. Sie zergliedert zunächst das Ideenhafte im Werk Hamsuns. Der tragische Konflikt kann sich grundsätzlich in zwei verschiedenen Menschen zeigen, oder aber so verteilen, dass dem einzelnen Menschen die Masse, beispielsweise die Familie, gegenübertritt. Die Gefühls- und Wertwelt Hamsuns sieht sie bestimmt in den beiden wesentlichen Koordinaten Naturversenktheit und Intellektualismus. Sie erkennt in den Werken von Hamsuns eine behavioristische Darstellungsweise, da nicht die Affekte als solche beschrieben werden, sondern Affekthandlungen geschildert werden.
Neben diesen Arbeiten zur Literaturästhetik veröffentlichte sie auch eigene literarische Werke wie Die Söhne Pans, Gaston Remis, Über den Mut und das illustrierte Gedichtbüchlein Buch der Entgleisung mit Miniaturen mit philosophischem Unterton.

## Philosophische Arbeiten
In ihren Werken über Gottfried Wilhelm Leibniz setzt sie sich mit der Metaphysik auseinander. Sie unternimmt dabei eine systematische Darstellung und Einordnung der Monadologie in das Denken der Neuzeit. Sie sieht Leibniz’ Philosophie begründet in seinem eigenen Leben, seinem wissenschaftlichen Interesse und seinem kosmopolitischen Lebenssinn. In ihrer Arbeit weist sie Leibniz eine vermittelnde Position zu, zwischen dem Form-Materie-Schema von Aristoteles und der systemischen Transformation des Substanzbegriffes in den Bereich der formgebenden Kategorien des Verstandes durch Immanuel Kant.
Mit Max Scheler. Zur Krisis der Ehrfurcht unternimmt sie eine systematische Darstellung und Diskussion des Schelerschen Denkens und gleichzeitig eine kulturkritische Suche nach geistiger Orientierung im Nachkriegs-Deutschland.
In Das Denken Martin Heideggers und Vom Sinn der Selbsterkenntnis setzt sich Katharina Kanthauck mit der Metaphysik auseinander und sie entwirft eine Philosophie ethischen Werts. In Nicolai Hartmann und das Ende der Ontologie analysiert sie die Erkenntnistheorie kritisch. Eine Auflösung von Zirkelbezügen der Erkenntnistheorie sieht sie in Martin Heideggers Konzept des Daseins. In ihren wichtigsten Publikationen ab 1958 sowie in ihren Marburger Vorlesungen zeigt sich stets das Denken Heideggers als Basis ihrer Philosophie. Kanthack sucht die Philosophie als Ethos des Selbst- und Weltverhältnisses zu etablieren und dadurch rationale Reflexion und Lebenspraxis zu verbinden. Fundament der Begründung ist das Ethos. Somit kann man Haltung nicht erschließen, man muss sich zur Haltung entschließen.

## Wichtige Werke
- Der architektonische Raum. 1928
- Lehre vom überindividuellen Bewußtsein. 1931
- Robert F Arnold, Reden und Studien. In: Zeitschrift für Ästhetik und allgemeine Kunstwissenschaft. Band 29, 1935, S. 159–160.
- Die psychische Kausalität und ihre Bedeutung für das Leibnizsche System. 1939.
- Idee und Form im Werke Knut Hamsuns. In: Zeitschrift für Ästhetik und allgemeine Kunstwissenschaft. Band 33, 1939, S. 202–225.
- Zum Wesen des Romans. In: Zeitschrift für Ästhetik und allgemeine Kunstwissenschaft. Band 34, 1940, S. 209–239.
- Die Söhne Pans. Carl Schünemann Verlag, Bremen 1941.
- Leibniz. Ein Genius der Deutschen. Minerva Verlag, Berlin 1946.
- Max Scheler. Zur Krisis der Ehrfurcht. Minerva Verlag, Berlin 1948.
- Über den Mut. Gedanken und Gestalten. Cornelsen Verlag, Berlin 1948.
- Buch der Entgleisung. Mit Zeichnungen von Horst Breitkreuz. Minverva Verlag, Berlin 1948.
- Gaston Remis. Carl Schünemann Verlag, Bremen 1949.
- Toleranz als Erziehungsproblem. In: Pädagogische Blätter. Band 4, 1953.
- Erkenntnis als Formung bei Leibniz und Kant. In: Kant-Studien. Band 45, 1953/54.
- Vom Sinn der Selbsterkenntnis. Walter de Gruyter, Berlin 1958.
- Das Denken Martin Heideggers. Walter de Gruyter, Berlin 1959.
- Nicolai Hartmann und das Ende der Ontologie. Walter de Gruyter, Berlin 1962.
- Angst und Politik im Lichte des Existenzdenkens. In: Politische Psychologie. Europäische Verlagsanstalt, Frankfurt am Main 1966.
- Das Wesen der Dialektik im Lichte Martin Heideggers. In: Studium Generale. Band 21, 1968